# گبرال، کوهستان
گبرال (به انگلیسی: Gabral) یک منطقهٔ مسکونی در پاکستان است که در خیبر پختونخوا واقع شده‌است.